# Niezapomniane lato
Niezapomniane lato (fr. Un été inoubliable; rum. O vară de neuitat)  – rumuńsko-francuski dramat filmowy z 1994 roku w reżyserii Luciana Pintilie.

## Geneza
Film powstał na podstawie opowiadania Petru Dumitriu pt. Salata. Fabuła nawiązuje do czystek etnicznych, jakie miały miejsce w 1925 w Rumunii, kiedy to rozstrzelano grupę niewinnych bułgarskich chłopów. Film zawiera także wątki autobiograficzne – reżyser wychował się w wielonarodowym środowisku, a jego rodzina mocno odczuła wzrastające napięcia i agresję między różnymi narodowościami.

## Fabuła
Akcja filmu rozgrywa się w 1925 w Rumunii. Podczas balu węgierska arystokratka Marie-Thérèse Von Debretsy odrzuca zaloty generała, będącego przełożonym jej męża. W odwecie jej mąż wraz z rodziną zostaje przeniesiony do niebezpiecznego przygranicznego garnizonu. W nowym środowisku otwarta i tolerancyjna rodzina będzie musiała zmierzyć się z rumuńsko-bułgarsko-mołdawskimi napięciami etnicznymi

## Recepcja
Choć film cieszył się sukcesem międzynarodowym (prezentowany był m.in. w konkursie głównym na 47. MFF w Cannes; dystrybuowany był we Francji, USA i we Włoszech), w samej Rumunii został odebrany negatywnie, głównie ze względu na trudny i drażliwy temat nietolerancji i ksenofobii w Rumunii lat 20. XX w.

## Obsada
- Kristin Scott Thomas – Marie-Thérèse Von Debretsy
- Claudiu Bleonț – kapitan Petre Dimitriu
- Olga Tudorache – pani Vorvoreanu
- George Constantin – generał Tchilibia
- Ion Pavlescu – Șerban Lescari
- Marcel Iureș – generał Ipsilanti
- Răzvan Vasilescu – porucznik Turtureanu